# Ammasso globulare

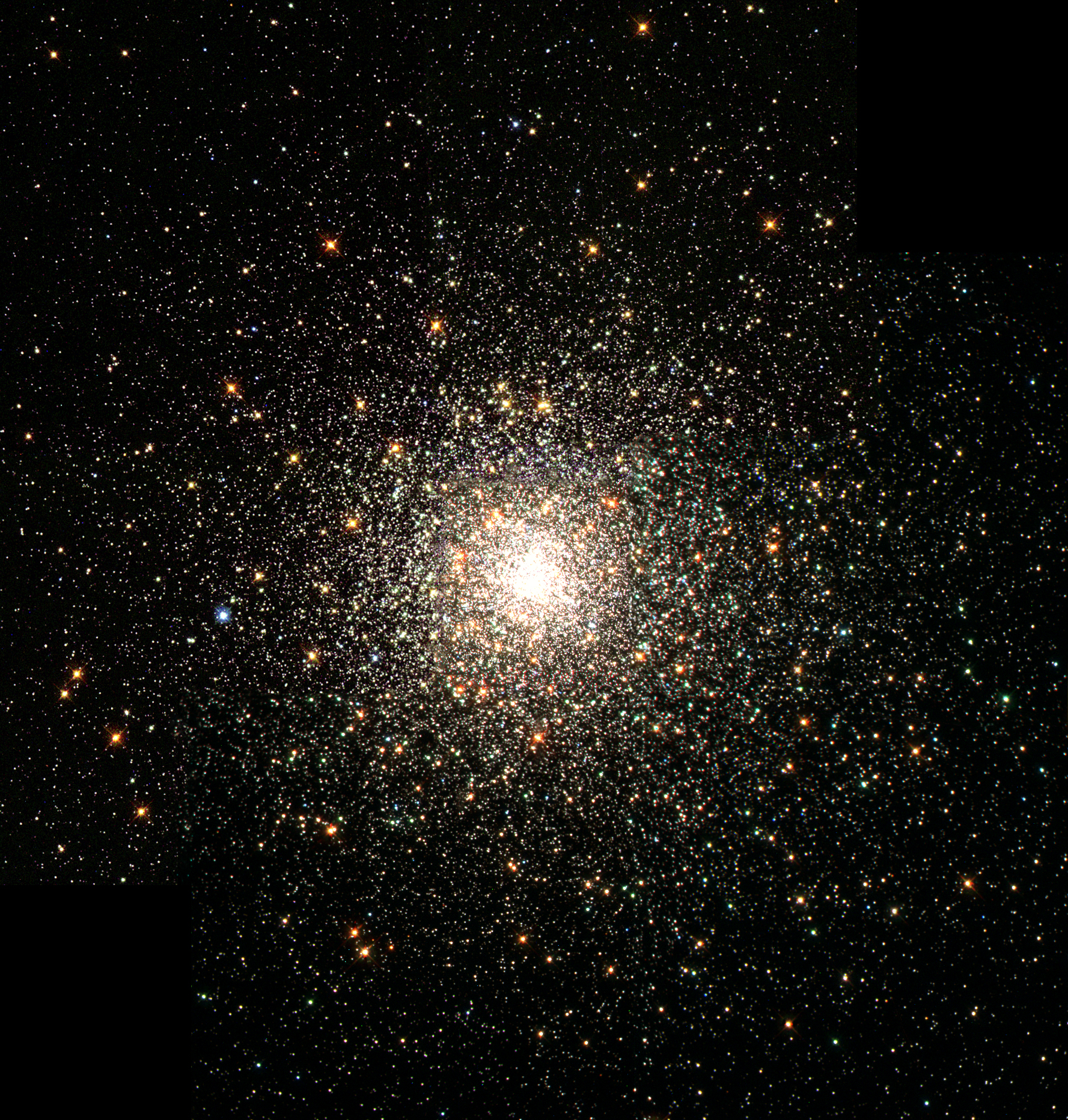
L'ammasso globulare M80; la sua distanza è stimata in circa 28.000 anni luce dal Sole e contiene centinaia di migliaia di stelle

Un ammasso globulare (detto anche ammasso chiuso o ammasso di alone) è un insieme sferoidale di stelle che orbita come un satellite intorno al centro di una galassia. Gli ammassi globulari sono sorretti al loro interno da una forte gravità, che dà loro il tipico aspetto sferico e mantiene al loro centro una densità di stelle relativamente molto elevata.
Gli ammassi globulari sono in genere composti da centinaia di migliaia di stelle vecchie, le stesse che compongono il nucleo, noto come bulge, di una galassia spirale, ma confinate in pochi parsec cubici. Gli ammassi globulari sono piuttosto numerosi: se ne conoscono 158 attorno alla Via Lattea, con forse altri 10-20 da scoprire, essendo nascosti all'osservazione dalla Terra dalle polveri interstellari che oscurano la vista in direzione del centro galattico; pare che le galassie più grandi possano averne un numero nettamente superiore (la Galassia di Andromeda potrebbe averne fino a 500). Alcune galassie ellittiche giganti (come M87) ne contano fino a 10.000. Questi oggetti sono considerati parte dell'alone delle galassie, orbitando attorno ai centri di queste a distanze fino a 40 Kiloparsec (circa 130.000 anni luce) o più.
Ogni galassia del Gruppo Locale con massa sufficientemente grande ha associato un suo gruppo di ammassi globulari, mentre ogni grande galassia possiede un sistema esteso di questi oggetti. La Galassia Nana Ellittica del Sagittario e quella del Cane Maggiore sono in via di collisione ed assorbimento con la Via Lattea, donando così alla nostra Galassia i loro ammassi globulari associati (come Palomar 12). Ciò dimostra come molti degli ammassi globulari osservati nella nostra e in altre galassie possano essere appartenuti ad altre galassie "cannibalizzate".
L'alta densità stellare degli ammassi globulari fa sì che le interazioni tra stelle e le collisioni mancate siano relativamente frequenti. Il loro centro presenta caratteristiche ideali per la formazione di oggetti peculiari, come le stelle vagabonde blu (ritenute il risultato della fusione di due stelle) o pulsar veloci con periodi di millisecondi, tutti fenomeni presumibilmente risultanti dall'interazione tra più stelle.

## Osservazione amatoriale

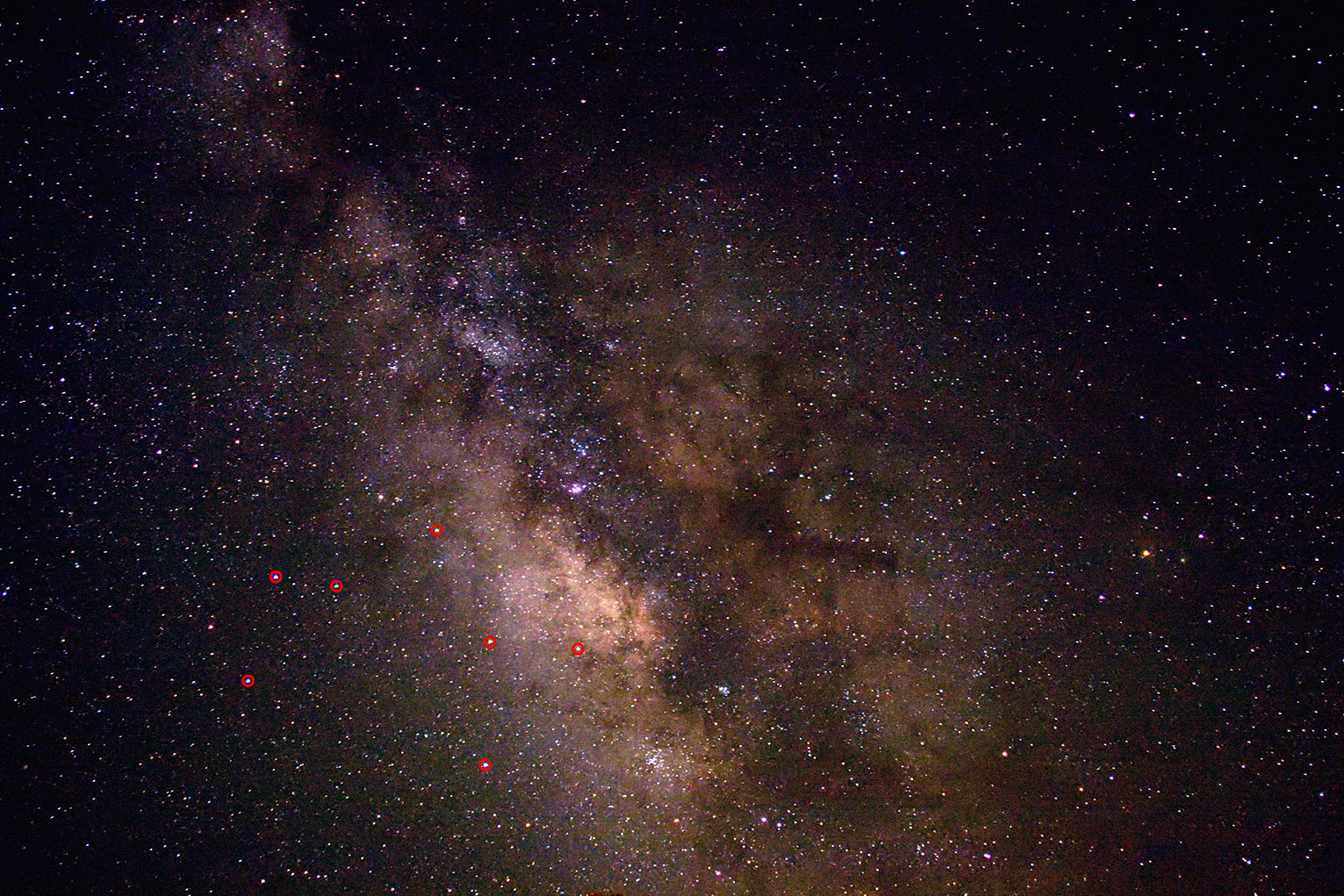
Il centro galattico, nella costellazione del Sagittario (in evidenza le sue stelle principali), dove si concentra il maggior numero di ammassi globulari

Gli ammassi globulari sono distribuiti lungo il piano galattico, concentrandosi, con pochissime eccezioni, solo in prossimità del centro galattico, in particolare in quell'area di cielo compresa tra le costellazioni di Ofiuco, Scorpione e Sagittario; degli oltre 150 ammassi globulari riconosciuti come appartenenti alla Via Lattea, ben 79 sono visibili entro i confini di queste tre costellazioni. All'osservazione amatoriale si distinguono dagli ammassi aperti sia per la morfologia, essendo questi ultimi molto meno densi, sia per il colore delle componenti, essendo gli ammassi aperti composti nella gran parte dei casi da stelle giovani e blu.
Alcuni ammassi globulari sono visibili ad occhio nudo e si presentano come delle piccole macchie chiare e dai contorni sfumati. I più luminosi sono Omega Centauri e 47 Tucanae, visibili solo dall'emisfero australe, e, da quello boreale, l'Ammasso Globulare di Ercole. Omega Centauri e 47 Tucanae sono così brillanti (quarta e quinta magnitudine rispettivamente), da aver ricevuto una sigla identificativa equivalente a quella di una stella. Altri ammassi globulari visibili ad occhio nudo in condizioni osservative eccellenti anche dalle latitudini temperate boreali sono M4 nello Scorpione ed M22 nel Sagittario.
Un buon binocolo consente di scorgere numerosi ammassi globulari, ma la loro natura stellare non viene svelata, mostrandosi ancora come delle macchie chiare, simili a stelle sfocate. Per risolvere almeno le stelle periferiche occorrono strumenti come telescopi amatoriali non inferiori ai 114-150mm di apertura, a causa della debolezza delle componenti stellari, che spesso sono di decima e undicesima magnitudine.
Il periodo più adatto per l'osservazione di questi oggetti cade nei mesi che nell'emisfero boreale equivalgono alla stagione estiva, in particolare il mese di luglio; le località ideali per la loro osservazione tuttavia ricadono nell'emisfero australe, e in particolare nella sua fascia tropicale, per varie ragioni: innanzitutto, la maggior parte degli ammassi globulari si trovano a sud dell'equatore celeste, poiché lo stesso centro galattico si trova ad una declinazione di -29°; in secondo luogo, perché ammassi globulari come 47 Tucanae si trovano a declinazioni molto meridionali, e possono essere ben osservati solo a partire dalle zone vicine all'equatore, mentre l'ammasso globulare più settentrionale, NGC 6229, può essere osservato anche da quasi tutta la fascia temperata dell'emisfero australe.

## Storia delle osservazioni
| Nome dell'ammasso | Scopritore                | Anno |
| ----------------- | ------------------------- | ---- |
| M22               | Johann Abraham Ihle       | 1665 |
| ω Cen             | Edmond Halley             | 1677 |
| M5                | Gottfried Kirch           | 1702 |
| M13               | Edmond Halley             | 1714 |
| M71               | Philippe Loys de Chéseaux | 1745 |
| M4                | Philippe Loys de Chéseaux | 1746 |
| M15               | Giovanni Domenico Maraldi | 1746 |
| M2                | Giovanni Domenico Maraldi | 1746 |

M22 è stato il primo ammasso globulare scoperto, identificato nel 1665 dall'astronomo tedesco Johann Abraham Ihle. A causa della modesta apertura dei primi telescopi, fino all'osservazione di M4 da parte di Charles Messier non era stato possibile risolvere le singole stelle di un ammasso globulare. I primi otto ammassi scoperti sono elencati nella tabella; successivamente, il Lacaille aggiungerà 47 Tucanae, NGC 4833, M55, M69, e NGC 6397 nel suo catalogo del 1751-52.
William Herschel iniziò una campagna di osservazione nel 1782, usando telescopi con apertura maggiore di quelli fino ad allora in uso, che furono in grado di risolvere tutti i 33 ammassi globulari allora conosciuti. Oltre a questi, ne scoprì 37 di nuovi. Nel suo secondo catalogo degli oggetti del profondo cielo del 1789 fu il primo ad usare il termine ammasso globulare per la descrizione di questi oggetti.
Il numero di ammassi identificati continuò ad aumentare, al punto che se ne contavano 83 già nel 1915, 93 nel 1930 e 97 nel 1947; il numero di ammassi scoperti nella Via Lattea è 158, su un totale stimato di 180 ± 20. Gli ammassi che non sono ancora stati scoperti potrebbero, secondo gli studiosi, nascondersi dietro polveri e gas.
Harlow Shapley iniziò nel 1914 una serie di studi degli ammassi globulari, pubblicati in 40 articoli scientifici. Shapley esaminò le variabili cefeidi negli ammassi e utilizzò la relazione tra il periodo e la luminosità per stimarne le distanze.

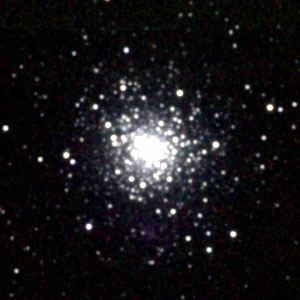
M75 è un ammasso globulare molto concentrato di classe I

Shapley sfruttò inoltre la distribuzione asimmetrica degli ammassi per determinare le dimensioni della Via Lattea. Ipotizzando una distribuzione approssimativamente sferica degli ammassi attorno al centro galattico, stimò la distanza del Sole da quest'ultimo. Nonostante la distanza calcolata si fosse in seguito rivelata eccessivamente elevata (ma nello stesso ordine di grandezza del valore successivamente accettato dagli scienziati), riuscì a dimostrare che la Galassia era molto più estesa rispetto a ciò che si pensava fino a quel momento. Gli errori nella stima di Shapley furono causati dalle polveri che diminuiscono la luce proveniente dagli ammassi, facendoli sembrare più distanti di quanto lo siano in realtà.
Tra gli altri risultati ottenuti da queste stime, venne scoperto che il Sole era relativamente distante dal centro della Galassia, contrariamente a quello che si era dedotto in precedenza dalla distribuzione delle stelle. Infatti queste ultime giacciono sul disco galattico e sono spesso oscurate da polveri, mentre gli ammassi globulari si trovano fuori dal disco e possono essere osservati a distanze molto superiori.
Shapley venne in seguito assistito nei suoi studi sugli ammassi da Henrietta Swope e Helen Battles Sawyer. Dal 1927 al 1929 Shapley e Sawyer iniziarono a catalogare gli ammassi in base al grado di concentrazione rispetto al loro nucleo. Gli ammassi vennero catalogati in dodici classi, dove la Classe I era costituita da quelli più concentrati e la Classe XII quelli meno. Questa suddivisione è nota come la Classe di concentrazione di Shapley/Sawyer (a volte viene indicata con numeri normali invece che numeri romani, ad es. Classe 5).
Alcuni astronomi della Pontificia università cattolica del Cile hanno proposto un nuovo tipo di ammasso in base a osservazioni del 2015: gli ammassi globulari oscuri.

## Composizione

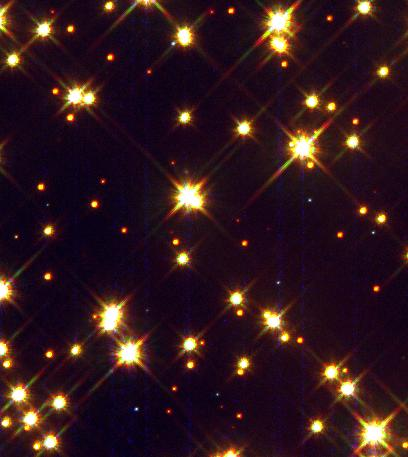
M4, un ammasso globulare nella costellazione dello Scorpione, con in dettaglio una sezione alla periferia dell'ammasso; tra le stelle più deboli sono visibili alcune nane bianche, riconoscibili per il loro colore perlaceo che risalta rispetto al giallo-arancio delle altre stelle

Gli ammassi globulari sono composti generalmente da centinaia di migliaia di stelle vecchie a bassa metallicità, di tipo simile a quelle presenti nel bulge di una galassia a spirale; queste stelle sono confinate in un volume di qualche parsec cubico, e non sono in genere circondate da gas e polveri.
La densità delle stelle è molto elevata (in media, circa 0,4 stelle per parsec cubico, aumentando a 100 o 1000 stelle per parsec cubico nel nucleo dell'ammasso), e non sembrerebbero certo ambienti favorevoli per la sopravvivenza di un sistema planetario: le orbite planetarie infatti sono dinamicamente instabili nelle vicinanze dei nuclei di ammassi densi a causa delle perturbazioni gravitazionali generate da stelle che transitano nelle vicinanze. Un pianeta in orbita ad una distanza di una UA da una stella che si trova all'interno del nucleo di un ammasso come 47 Tucanae sopravviverebbe solo qualche centinaio di milioni di anni.
Tuttavia è stato trovato un sistema planetario in orbita attorno ad una pulsar, catalogata come PSR B1620-26, che appartiene all'ammasso globulare M4.
Con qualche eccezione, ogni ammasso possiede un'età ben definita; la maggior parte delle stelle appartenenti ad un ammasso infatti sono nella stessa fase evolutiva, e probabilmente quindi si sono formate nella stessa epoca. Tutti gli ammassi conosciuti non possiedono nuove stelle in formazione; regioni molto ampie di formazione stellare note col nome di super ammassi stellari, come Westerlund 1 nella Via Lattea, potrebbero essere i precursori degli ammassi globulari.
Alcuni ammassi, come Omega Centauri nella Via Lattea e Mayall II nella Galassia di Andromeda, sono straordinariamente massicci (diversi milioni di masse solari) e contengono popolazioni diverse di stelle; entrambi possono essere considerati la prova che i super ammassi stellari sono in realtà i nuclei di galassie nane che sono state inglobate da galassie più grandi. Alcuni ammassi globulari (come M15) hanno nuclei estremamente massicci che potrebbero ospitare persino buchi neri, anche se dalle simulazioni non possono essere escluse concentrazioni di stelle di neutroni o nane bianche particolarmente grandi.

## Metallicità
Gli ammassi globulari sono normalmente costituiti da stelle di popolazione II con bassa metallicità, a differenza delle stelle di popolazione I con metallicità elevata come il Sole (in astronomia i metalli sono tutti gli elementi più pesanti dell'elio, dunque anche quelli che in chimica non sono considerati tali, come il carbonio).
L'astronomo olandese Pieter Oosterhoff notò che sembrano esserci due popolazioni di ammassi globulari, che divennero note come gruppi di Oosterhoff; il secondo gruppo possiede delle stelle variabili di tipo RR Lyrae dal periodo più breve. Entrambi i gruppi hanno deboli linee spettrali relative agli elementi metallici, ma quelle del tipo I (OoI) non sono così deboli come quelle del tipo II (OoII); per questo il tipo I è detto ricco in metalli e il tipo II povero in metalli.
Queste due popolazioni sono state osservate in molte galassie, specialmente nelle galassie ellittiche massicce; entrambi i gruppi hanno età simili (quasi quanto l'età dell'Universo stesso), ma differiscono nell'abbondanza dei metalli. Sono state formulate molte ipotesi per spiegare queste sottopopolazioni, tra cui fusioni di galassie ricche di gas interstellare, accrescimento di galassie nane e intensi e ripetuti fenomeni di formazione stellare. Nella Via Lattea gli ammassi poveri di metalli sono associati con l'alone galattico e quelli ricchi di metalli con il bulge galattico.
Nella Via Lattea è stato scoperto che la gran parte degli ammassi globulari a bassa metallicità è allineata su un piano giacente nella parte esterna dell'alone galattico. Questo risultato rafforza la teoria secondo cui gli ammassi di tipo II vennero catturati da un galassia satellite "fagocitata", invece che essere i membri più antichi tra gli ammassi della Via Lattea. Le differenze tra i due tipi di ammassi potrebbero quindi essere spiegate con l'intervallo di tempo trascorso tra la formazione delle due galassie e quella dei loro ammassi.

### Componenti esotici
Gli ammassi globulari hanno una densità stellare molto alta, quindi le stelle interagiscono in modo significativo e a volte possono accadere delle mancate collisioni. A causa di questi fenomeni, negli ammassi globulari sono comuni tipi di stelle come le cosiddette vagabonde blu, le pulsar millisecondo e le stelle binarie a raggi X di piccola massa; le stelle vagabonde blu sono formate dalla fusione di due stelle, forse a causa di un incontro in un sistema binario, e hanno temperature maggiori rispetto alle stelle dell'ammasso che possiedono la stessa luminosità, quindi differiscono dalle stelle della sequenza principale.

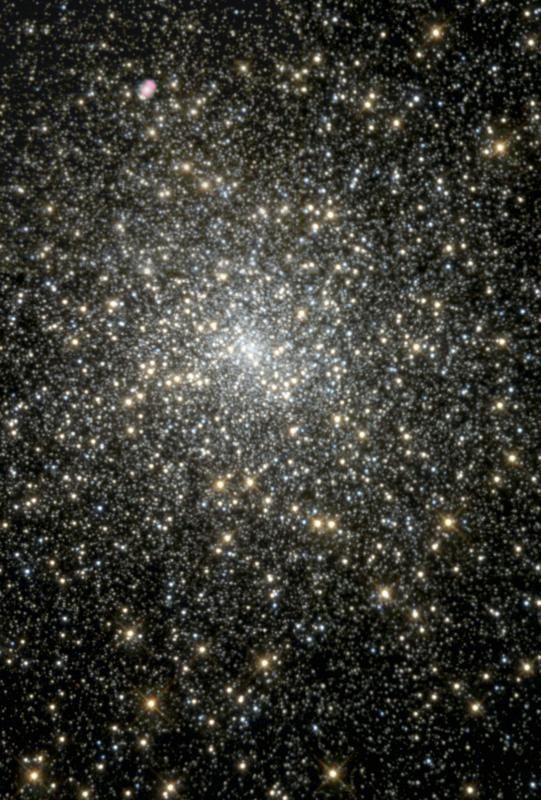
L'ammasso globulare M15 contiene nel suo nucleo un buco nero con massa pari a 4000 masse solari

Dal 1970 gli astronomi hanno cercato dei buchi neri negli ammassi globulari; tuttavia solo tramite il Telescopio Spaziale Hubble sono riusciti ad avere conferme. In base a programmi indipendenti di osservazione tramite Hubble, è stato suggerito che nel nucleo dell'ammasso M15 potrebbe essere presente un buco nero con massa pari a 4000 masse solari, mentre nell'ammasso Mayall II nella Galassia di Andromeda potrebbe essercene uno grande 20.000 masse solari: infatti le emissioni di raggi X e radio provenienti da Mayall II sono paragonabili a quelle emesse da un buco nero di medie dimensioni.
Questi buchi neri sono interessanti perché sarebbero i primi scoperti ad avere una massa compresa tra quelli di massa stellare e i buchi neri supermassicci presenti nei nuclei di alcune galassie. La massa dei buchi neri di medie dimensioni sarebbe proporzionata alla massa dell'ammasso ospitante.
L'idea dei buchi neri di massa intermedia ha tuttavia subìto delle critiche. Gli oggetti più densi di un ammasso globulare tendono infatti a migrare verso il centro dell'ammasso grazie ad un fenomeno noto come segregazione di massa. Si tratterebbe dunque di nane bianche o di stelle di neutroni in un campo stellare molto vecchio come quello degli ammassi globulari. Come descritto in due articoli da Holger Baumgardt e dai suoi collaboratori, questo rapporto di "massa-luce" potrebbe verificarsi anche verso il centro sia dell'ammasso M15 che di Mayall II, anche ipotizzando che non vi siano buchi neri.

## Diagramma colore-magnitudine
Il diagramma di Hertzsprung-Russell (diagramma H-R) è un grafico che raffigura la magnitudine assoluta delle stelle con il loro indice di colore; quest'ultimo è la differenza tra la magnitudine della stella in luce blu (B) e in luce visuale (verde-gialla, V). Valori altamente positivi di questo indice indicano una stella rossa con una temperatura superficiale relativamente bassa, mentre valori molto negativi indicano una stella blu con temperatura elevata.
Quando si tracciano le stelle vicine al Sole nel diagramma HR, molte di esse giacciono nelle vicinanze di una curva chiamata sequenza principale, caratterizzata da una proporzionalità tra la loro magnitudine assoluta e la loro temperatura; il diagramma HR include anche le stelle che sono nelle fasi avanzate della loro evoluzione e si sono spostate dalla sequenza principale verso alte regioni del diagramma.
Essendo tutte le stelle di un ammasso globulare alla stessa distanza (approssimativamente) dalla Terra, la differenza tra le magnitudini assolute e quelle apparenti delle stelle sarà costante. Le stelle dell'ammasso appartenenti alla sequenza principale saranno distribuite lungo una linea in modo non molto diverso da stelle simili che si trovano nelle vicinanze del sistema solare. (l'accuratezza di questa ipotesi è confermata dai risultati ottenuti comparando le magnitudini di variabili a breve periodo come le stelle RR Lyrae e le variabili cefeidi con quelle nell'ammasso).

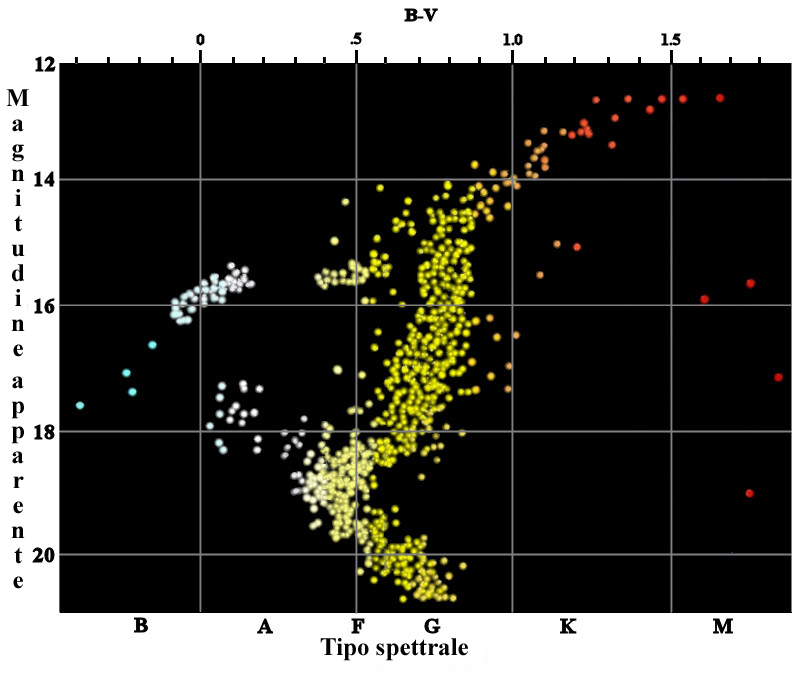
Diagramma Colore-magnitudine per l'ammasso globulare M3. Notare la curva a "ginocchio" relativa alla magnitudine 19 dove le stelle entrano nella fase di giganti nel loro percorso evolutivo

Facendo corrispondere queste curve sul diagramma HR, può essere determinata la magnitudine assoluta delle stelle appartenenti alla sequenza principale presenti nell'ammasso. La differenza tra la magnitudine assoluta e apparente permette inoltre di stimare la loro distanza.
Quando le stelle di un particolare ammasso sono rappresentate sul diagramma HR, quasi tutte si trovano su una curva ben definita. Nel diagramma delle stelle vicine al Sole invece sono presenti stelle di diverse età e origini. La forma della curva di un ammasso è caratteristica di un raggruppamento di stelle che si sono formate approssimativamente nella stessa epoca e a partire dagli stessi materiali, con l'unica differenza della loro massa iniziale. Siccome la posizione di ogni stella sul diagramma varia con la sua età, la forma della curva dell'ammasso può essere usata per misurare l'età complessiva dell'ammasso di stelle.
Le stelle della sequenza principale più massicce presenti in un ammasso sono quelle che hanno anche la magnitudine assoluta più elevata, e queste saranno le prime ad evolvere nello stadio di giganti; man mano che l'ammasso invecchia, anche le stelle con massa inferiore entreranno nella fase di giganti. Quindi, controllando le stelle che stanno entrando nella fase di giganti, si può stimare l'età dell'ammasso. Questo fenomeno forma un "ginocchio" nel diagramma HR, piegando la parte superiore destra dalla linea della sequenza principale; la magnitudine assoluta in questo punto della curva è direttamente legata all'età dell'ammasso, quindi si può tracciare una scala di età su un asse parallelo a quello della magnitudine.
Inoltre gli ammassi possono essere datati misurando le temperature delle nane bianche più fredde. I risultati tipici per gli ammassi globulari forniscono età attorno ai 12,7 miliardi di anni, a differenza degli ammassi aperti che hanno un'età di qualche decina di milioni di anni.
Le età degli ammassi pongono un limite all'età dell'Universo stesso. Il limite inferiore è stato un vincolo fondamentale nella cosmologia; durante i primi anni novanta gli astronomi si trovavano di fronte a stime d'età degli ammassi globulari che erano superiori a quelle permesse dai modelli cosmologici di allora. Dei miglioramenti nelle misurazioni dei parametri cosmologici attraverso osservazioni del cielo profondo e per mezzo di satelliti come il COBE hanno risolto questo problema.
Studi evoluzionistici degli ammassi globulari possono essere utilizzati per determinare cambiamenti dovuti alla composizione iniziale dei gas e delle polveri che lo hanno formato, ovvero i cambiamenti nei percorsi evolutivi dovuti alla presenza di elementi pesanti (in astronomia, gli elementi pesanti sono considerati tutti gli elementi più pesanti dell'elio). I dati ottenuti dagli studi degli ammassi globulari sono stati usati anche per studiare l'evoluzione dell'intera Via Lattea.

## Morfologia
| Galassia                  | Ellitticità |
| ------------------------- | ----------- |
| Via Lattea                | 0,07±0,04   |
| Grande Nube di Magellano  | 0,16±0,05   |
| Piccola Nube di Magellano | 0,19±0,06   |
| Galassia di Andromeda     | 0,09±0,04   |

A differenza degli ammassi aperti, la maggior parte degli ammassi globulari restano uniti gravitazionalmente per periodi che si estendono alla vita media della maggior parte delle stelle di cui sono formati (a parte alcune eccezioni dove intense interazioni mareali con oggetti di grande massa disperdono le stelle).
La formazione di un ammasso globulare resta un fenomeno piuttosto misterioso. Gli studiosi non sono sicuri se le stelle si sono formate in una singola generazione, o si estendono per diverse generazioni in periodi di diverse centinaia di milioni di anni. Questo periodo di formazione stellare è tuttavia relativamente breve se paragonato all'età di molti ammassi.
Le osservazioni mostrano che la formazione delle stelle degli ammassi globulari avviene innanzitutto in regioni dove questo fenomeno è molto elevato e dove il mezzo interstellare ha una densità maggiore rispetto alle regioni normali di formazione stellare. La formazione dei globulari avviene principalmente nelle regioni dette starburst e nelle galassie interagenti.
Dopo la loro formazione, le stelle dei futuri ammassi iniziano ad interagire gravitazionalmente le une con le altre; di conseguenza, i vettori di velocità tra le stelle vengono modificati e non si riescono a ricostruire le loro velocità iniziali. L'intervallo caratteristico in cui avviene questa fase è chiamato tempo di rilassamento, che è legato al periodo di tempo proprio necessario ad una stella per attraversare l'ammasso e al numero di masse stellari del sistema.
Il valore del tempo di rilassamento varia da ammasso ad ammasso, ma mediamente si aggira attorno al miliardo di anni.
Anche se gli ammassi appaiono di forma generalmente sferica, attraverso interazioni gravitazionali possono anche assumere forma ellittica: gli ammassi all'interno della Via Lattea e della Galassia di Andromeda ad esempio hanno forma sferoidale schiacciata, mentre quelli nella Grande Nube di Magellano sono più ellittici.

### Raggi

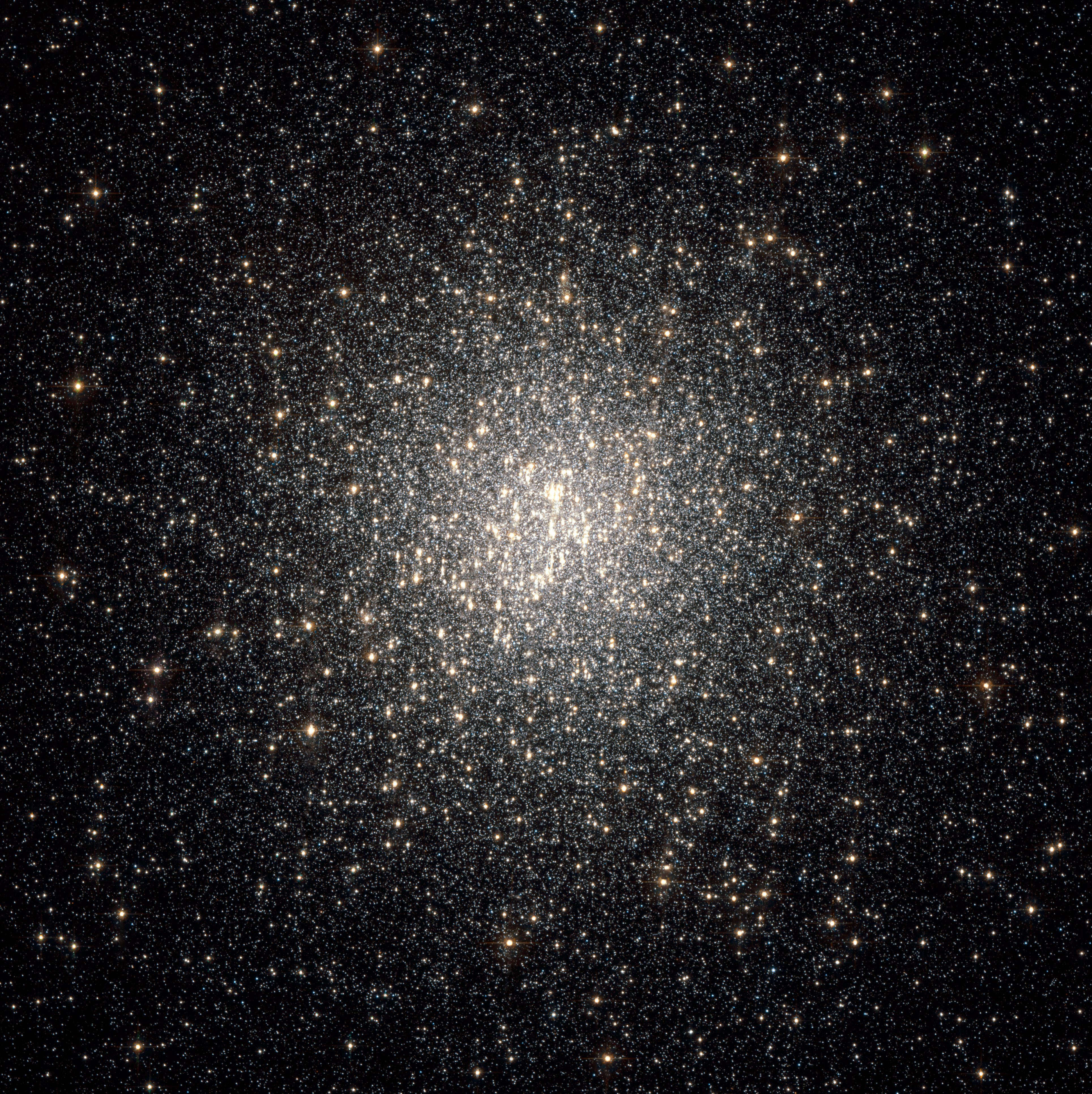
NGC 2808, un ammasso globulare tra i più densi conosciuti

Gli astronomi caratterizzano la morfologia di un ammasso globulare utilizzando i raggi geometrici standard, che comprendono il raggio del nucleo (rc), il raggio di metà-luce (rh) e il raggio mareale (rt). La luminosità totale dell'ammasso decresce con la distanza dal nucleo, mentre il raggio del nucleo equivale alla distanza alla quale la luminosità superficiale apparente diminuisce di metà. Una quantità comparabile è il raggio di metà-luce, o la distanza dal nucleo alla quale viene ricevuta la metà della luminosità totale dell'ammasso. Tipicamente questo valore è più grande rispetto al raggio del nucleo.
Il raggio di metà-luce include stelle che si trovano nella parte esterna dell'ammasso e giacciono lungo la linea di visuale, quindi gli studiosi utilizzano il raggio di metà-massa (rm), ossia il raggio che, partendo dal nucleo, contiene metà della massa totale dell'ammasso. Quando il raggio di metà massa di un ammasso globulare è piccolo in relazione alla sua massa totale, allora questo avrà un nucleo molto denso. Un esempio di tale ammasso è M3, che ha una dimensione visibile totale di 18 minuti d'arco, ma il raggio di metà massa è solo di 1,12 minuti d'arco.
Gran parte degli ammassi globulari ha il raggio di metà-luce inferiore ai 10 pc di lunghezza, sebbene siano comunque presenti ammassi con un raggio molto lungo, come per esempio NGC 2419 (Rh = 18 pc) e Palomar 14 (Rh = 25 pc).
Infine, il raggio mareale è la distanza dal centro dell'ammasso oltre la quale le stelle subiscono una maggiore forza gravitazionale dalla galassia rispetto all'ammasso stesso; in altre parole, è la distanza alla quale le stelle singole possono essere separate dall'ammasso.

## Segregazione di massa e alterazioni della luminosità
Misurando la curva di luminosità di un dato ammasso globulare in funzione della distanza dal nucleo, si è scoperto che la maggior parte dei globulari all'interno della Via Lattea aumenta costantemente di luminosità man mano che la distanza decresce fino ad una certa distanza dal nucleo, dove scende a zero. Tipicamente questa distanza varia da 1 a 2 parsec. Tuttavia, circa il 20% degli ammassi conosciuti hanno subito un processo chiamato "collasso del nucleo": in questi casi la luminosità continua a crescere costantemente fino alla regione del nucleo. M15 è un ammasso globulare che ha subito il processo di collasso del nucleo.

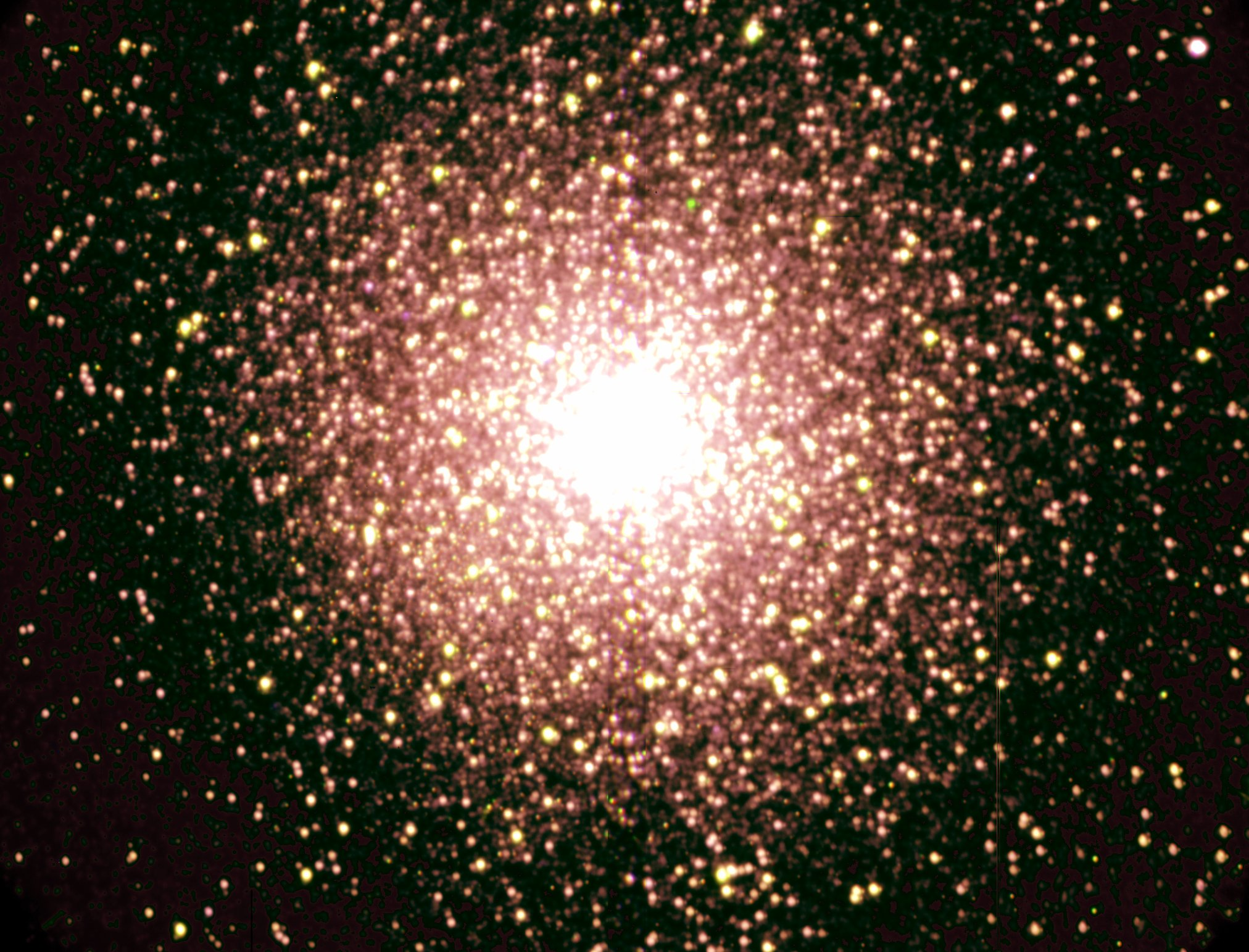
47 Tucanae, il secondo ammasso globulare più luminoso della Via Lattea, dopo Omega Centauri

Si pensa che questo processo accada quando le stelle più massicce incontrano altre stelle più piccole. La conseguenza di questi incontri è che le stelle più grandi tendono a perdere la loro energia cinetica e iniziano a dirigersi verso il nucleo; dopo un lungo periodo di tempo si ha una massiccia concentrazione di stelle vicino al nucleo, e questo fenomeno viene detto segregazione di massa.
Attraverso il telescopio Hubble si sono cercate prove osservative di questo processo di separazione della massa negli ammassi globulari. Le stelle più pesanti discendono e si affollano nel nucleo, mentre quelle più leggere aumentano di velocità e tendono ad allontanarsi verso la periferia. L'ammasso 47 Tucanae, costituito da 1 milione di stelle, è uno degli ammassi più densi, visibile nell'emisfero meridionale. Un'intensa campagna di osservazione fotografica ha permesso agli astronomi di tracciare il moto delle sue stelle. Per 15.000 di esse è stata calcolata la velocità.
I differenti stadi del collasso possono essere in tre fasi: durante la fase giovanile dell'ammasso, il processo di collasso inizia con le stelle nei pressi del nucleo, sebbene le interazioni tra le stelle doppie impediscano nuovi collassi con l'avanzare dell'età. Infine le stelle doppie del centro vengono sciolte dal loro legame o espulse, causando una concentrazione ancora più stretta nel nucleo dell'ammasso. Uno studio condotto dal Dr. J. Fregeau nel 2008 su 13 ammassi globulari della Via Lattea mostra che tre di questi posseggono al loro interno un insolitamente alto numero di sorgenti di raggi X, o anche binarie a raggi X, che suggeriscono che l'ammasso sia nella fase centrale della sua vita. In precedenza, quegli ammassi globulari erano stati classificati come molto antichi, a causa della loro stretta concentrazione di stelle nei loro centri (quest'ultimo è un altro modo per identificare le età degli ammassi globulari). Questo fatto implica che questi ammassi si trovano in una fase relativamente giovanile, e non in una fase adulta, come spiegato prima.
La luminosità totale degli ammassi globulari nella Via Lattea e nella Galassia di Andromeda può essere modellata da una curva gaussiana, considerando la magnitudine media Mv e la varianza σ2. La distribuzione della luminosità degli ammassi globulari nella Via Lattea ha i seguenti parametri Mv = −7,20±0,13, σ=1,1±0,1. Inoltre, la distribuzione è stata utilizzata per la misurazione delle distanze delle altre galassie, ipotizzando che gli ammassi globulari presenti nelle galassie remote seguano gli stessi principi di quelli della Via Lattea.

### Simulazioni degli n-corpi

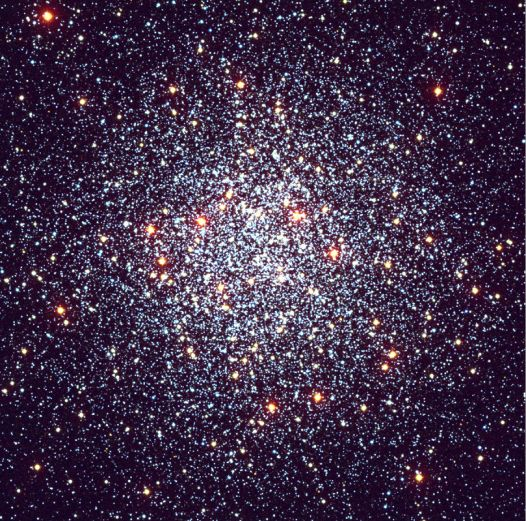
Splendida immagine di M55, un ammasso globulare nella costellazione del Sagittario

Il calcolo delle interazioni tra le stelle all'interno di un ammasso richiede la soluzione del cosiddetto problema degli n-corpi; infatti ogni stella all'interno dell'ammasso interagisce continuamente con le altre N-1 stelle, dove N è il numero totale delle stelle. Il costo computazionale per i calcoli è dell'ordine (usando la notazione O-grande) {\displaystyle {\mathcal {O}}(N^{2})}, ovvero cresce con il cubo del numero N dei corpi, quindi quando si cerca di calcolare la soluzione, al crescere di N, il numero dei calcoli necessari cresce al quadrato, raggiungendo molto velocemente numeri impraticabili. Un metodo efficiente per risolvere questo problema consiste nella simulazione matematica dell'ammasso, suddividendolo in piccoli volumi e usando le probabilità per descrivere la posizione delle stelle. I moti sono quindi descritti usando l'equazione di Fokker-Planck, che viene risolta in forma semplificata o attraverso il metodo Monte Carlo. La simulazione si complica quando si devono includere gli effetti delle stelle binarie e le interazioni con forze gravitazionali esterne (come la Via Lattea).
I risultati delle simulazioni hanno mostrato che le stelle possono seguire percorsi insoliti attraverso l'ammasso, spesso formando cicli o cadendo direttamente verso il nucleo, rispetto al percorso di una singola stella che orbita attorno ad una massa centrale. Inoltre, a causa delle interazioni con le altre stelle che aumentano la velocità, alcune di esse possono guadagnare sufficiente energia per sfuggire all'attrazione centrale e fuoriuscire dall'ammasso. In lunghi periodi di tempo, questi effetti causano la dissipazione dell'ammasso, fenomeno che viene chiamato evaporazione. Il periodo di tempo necessario per l'evaporazione di un ammasso è dell'ordine delle decine di miliardi di anni (1010 anni).
Le stelle binarie costituiscono una porzione significativa della popolazione totale dei sistemi stellari (si stima che circa la metà delle stelle sia inserita in un sistema binario). Le simulazioni numeriche degli ammassi hanno dimostrato che le stelle binarie possono ostacolare e addirittura invertire il processo di collasso del nucleo. Quando una stella ha un incontro con un sistema binario è infatti possibile che quest'ultimo diventi maggiormente legato gravitazionalmente e l'energia cinetica venga acquistata dalla stella singola. Quando le stelle massicce sono accelerate da questo processo, può diminuire la contrazione del nucleo o limitare il suo collasso.

### Forme intermedie

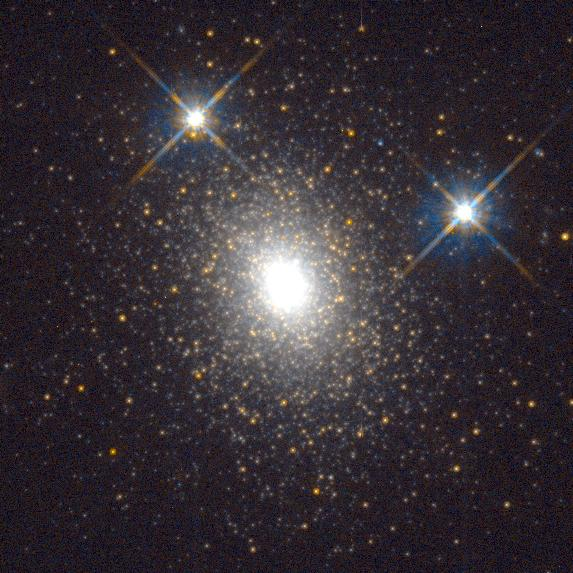
G1 (Mayall II), nella Galassia di Andromeda, uno degli ammassi globulari più grandi conosciuti

La distinzione tra i tipi di ammassi non è sempre netta e sono stati trovati oggetti che hanno caratteristiche appartenenti a due categorie. Ad esempio BH 176 si trova nella parte sud della Via Lattea ed ha le proprietà sia degli ammassi aperti che degli ammassi globulari.
Nel 2005 gli astronomi scoprirono un tipo completamente nuovo di ammasso stellare nella Galassia di Andromeda, che è per alcuni aspetti molto simile agli ammassi globulari. Questi ammassi possono contenere centinaia di migliaia di stelle, come negli ammassi globulari e similmente hanno medesime popolazioni stellari e valori di metallicità, mentre hanno dimensioni molto più estese (diverse centinaia di anni luce) e una densità molto inferiore. Le distanze tra le stelle sono quindi molto maggiori rispetto agli ammassi globulari.
I meccanismi di formazione di questi ammassi non sono noti, ma potrebbero essere legati a quelli degli ammassi globulari; è anche sconosciuto il motivo per cui sono presenti nella galassia di Andromeda ma non nella Via Lattea, come anche se qualche altra galassia contenga questo tipo di ammassi (anche se è molto improbabile che solo la Galassia di Andromeda li contenga).

## Interazioni gravitazionali
Quando un ammasso ha un incontro ravvicinato con un oggetto che possiede una massa elevata, come la regione del nucleo galattico, subisce una interazione gravitazionale o di marea. Questo effetto crea delle scie di stelle che possono estendersi a diversi gradi d'arco dall'ammasso e che precedono o seguono quest'ultimo nella sua orbita. Le scie possono contenere frazioni significative della massa originale dell'ammasso e possono formare delle strutture tipo nugolo.
L'ammasso Palomar 5, ad esempio, è vicino al punto perigalattico della sua orbita e flussi di stelle di estendono verso la parte anteriore e la parte posteriore del percorso orbitale, raggiungendo distanze di 13.000 al dall'ammasso. Queste interazioni hanno strappato via da questo ammasso molta massa, e si pensa che future interazioni potrebbero trasformarlo in una lunga scia di stelle che orbitano nell'alone galattico.
Infatti questi fenomeni aumentano il tasso di evaporazione, riducendo la dimensione degli ammassi, non solo strappando via le stelle esterne, ma accelerando il processo di collasso del nucleo. Lo stesso meccanismo potrebbe essere in atto nelle galassie nane sferoidali come la Nana del Sagittario, che appare in via di disgregazione a causa della sua vicinanza alla Via Lattea.

## Galleria d'immagini

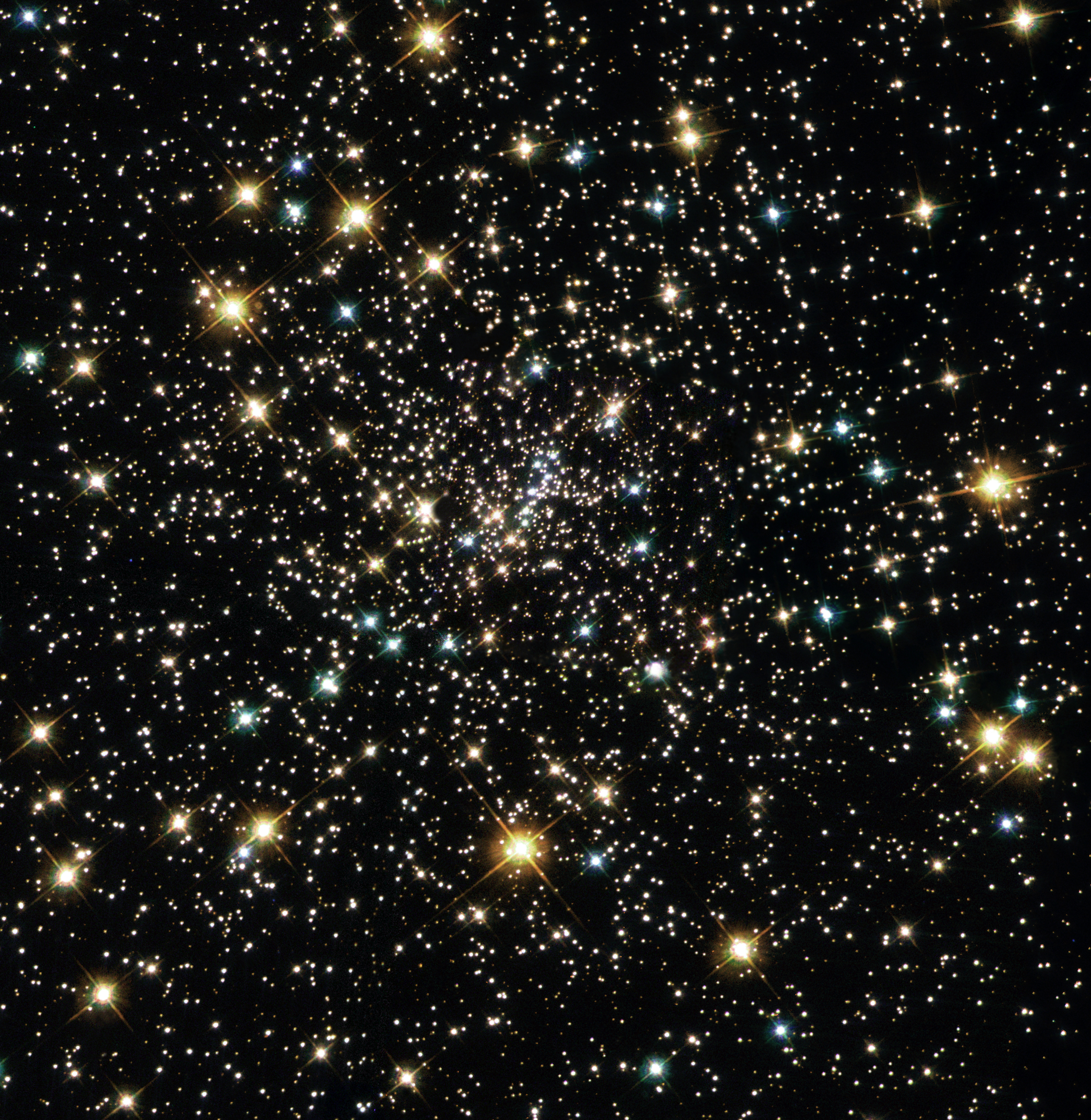
NGC 6397, nella costellazione dell'Altare
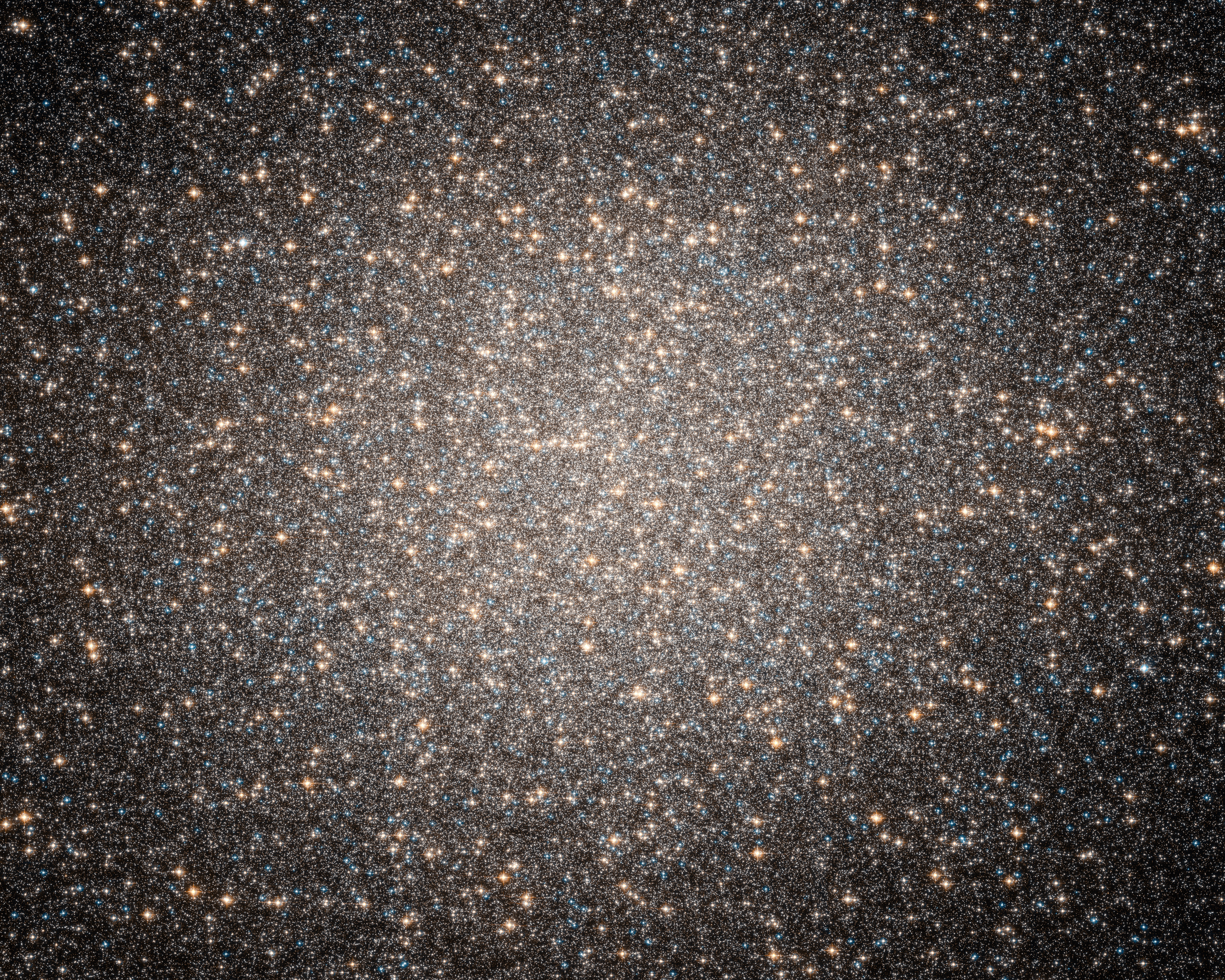
Omega Centauri, nella costellazione del Centauro
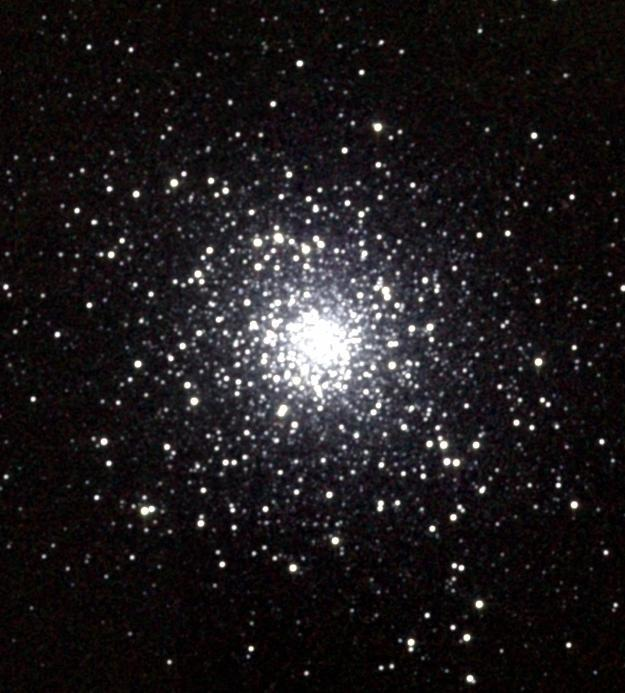
M5, nella costellazione della Testa del Serpente
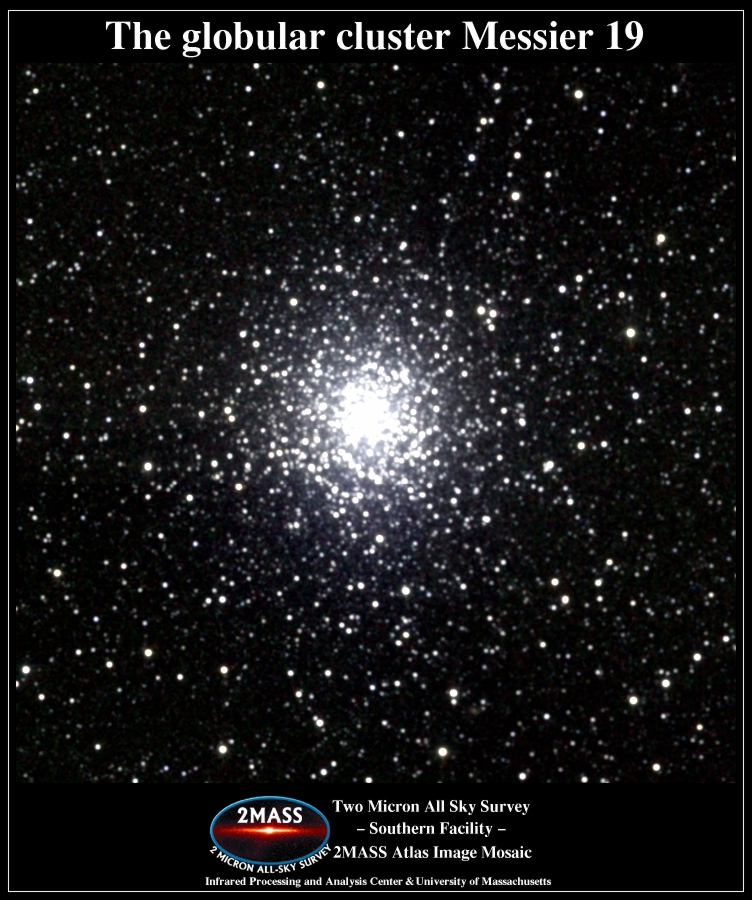
M19, nella costellazione dell'Ofiuco
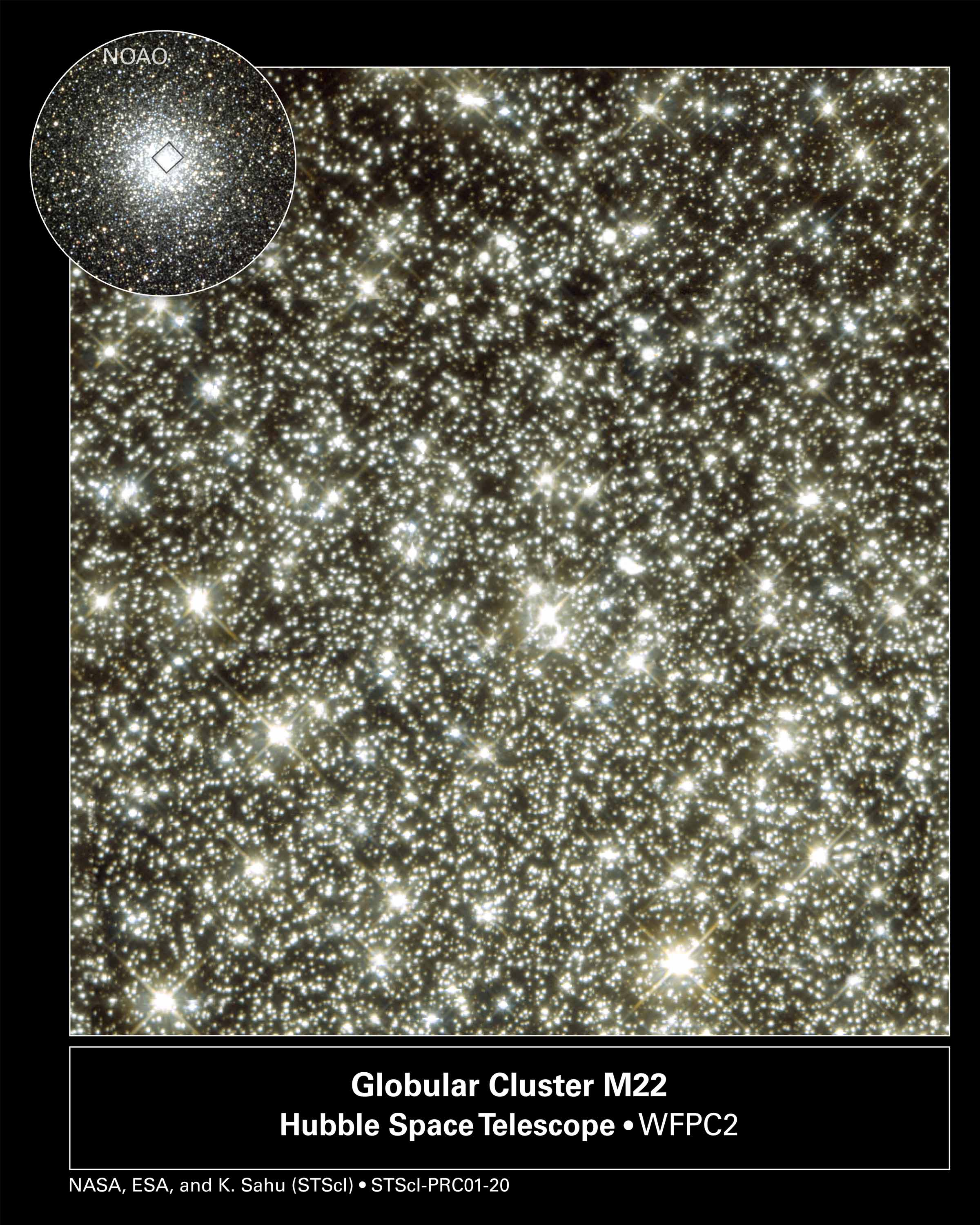
Regioni interne di M22, nella costellazione del Sagittario
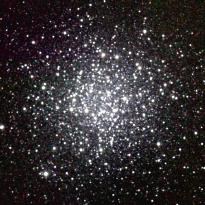
M55, nella costellazione del Sagittario
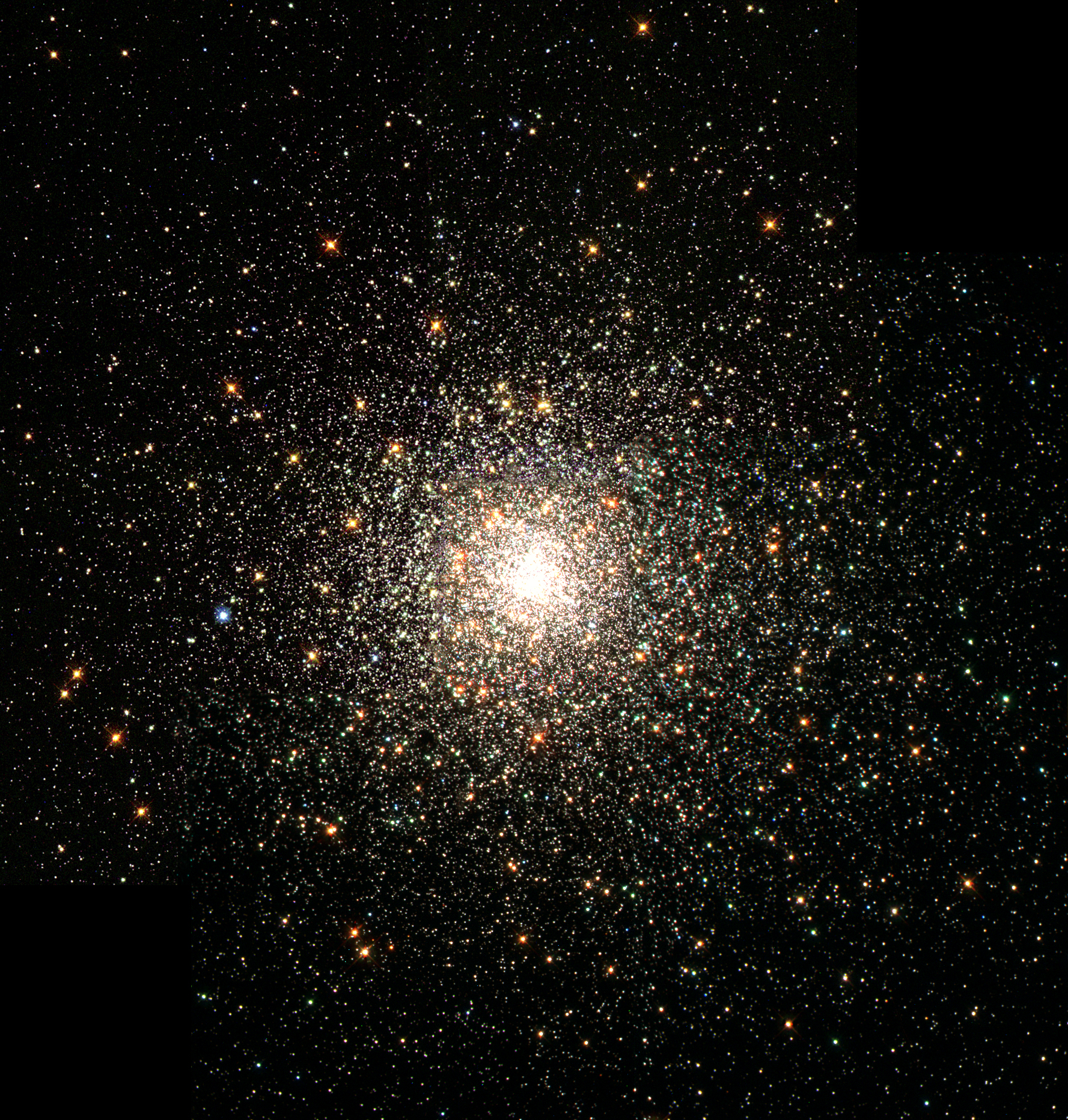
M80, nella costellazione dello Scorpione
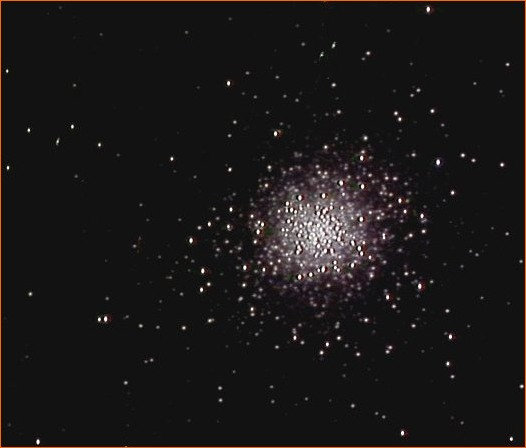
M92, nella costellazione di Ercole

### Libri
- (EN) Binney, James; Tremaine, Scott, Galactic Dynamics, Princeton University Press, Princeton, New Jersey., 1997.
- (EN) Heggie, Douglas; Hut, Piet, The Gravitational Million-Body Problem: A Multidisciplinary Approach to Star Cluster Dynamics, Cambridge University Press, 2003.
- (EN) Spitzer, Lyman (a cura di), Dynamical Evolution of Globular Clusters, Princeton, New Jersey., Princeton University Press, 1987.
- (EN) Thomas T. Arny, Explorations:  An Introduction to Astronomy (3rd ed), Boston, McGraw-Hill, 2000, ISBN 0-13-240085-5.
- AA.VV, L'Universo - Grande enciclopedia dell'astronomia, Novara, De Agostini, 2002.
- J. Gribbin, Enciclopedia di astronomia e cosmologia, Milano, Garzanti, 2005, ISBN 88-11-50517-8.
- W. Owen, et al, Atlante illustrato dell'Universo, Milano, Il Viaggiatore, 2006, ISBN 88-365-3679-4.
- J. Lindstrom, Stelle, galassie e misteri cosmici, Trieste, Editoriale Scienza, 2006, ISBN 88-7307-326-3.

### Carte celesti
- Tirion, Rappaport, Lovi, Uranometria 2000.0 - Volume I & II, Richmond, Virginia, USA, Willmann-Bell, inc., 1987, ISBN 0-943396-14-X.
- Tirion, Sinnott, Sky Atlas 2000.0 - Second Edition, Cambridge, USA, Cambridge University Press, 1998, ISBN 0-933346-90-5.
- Tirion, The Cambridge Star Atlas 2000.0, 3ª ed., Cambridge, USA, Cambridge University Press, 2001, ISBN 0-521-80084-6.

### Voci generali
- Oggetto del profondo cielo
- Galassia
- Ammasso stellare
- Ammasso aperto

### Voci specifiche
- Categoria:Ammassi globulari
- Catalogo di Messier
- Omega Centauri
- 47 Tucanae